# Bogoljuba Jazvo

Bogoljuba Jazvo (rođena kao Lucija Jazvo, Livno, Bosna i Hercegovina, 24. prosinca 1897. – Buenos Aires, Argentina 26. listopada 1975.) bila je hrvatska časna sestra milosrdnica i upraviteljica Bolnice sestara milosrdnica u Zagrebu, poznata po spašavanju više od 300 Židova tijekom Drugog svjetskog rata.

## Rani život i djelovanje u Hrvatskoj
Rođena kao Lucija Jazvo u Livnu, stupila je u Red sestara milosrdnica u Zagrebu 1916. godine uzevši redovničko ime Bogoljuba. Studirala je filologiju na Filozofskom fakultetu u Zagrebu. Bila je među prvim časnim sestrama na tom fakultetu. Doktorirala je 1933. s temom „Literalno stvaralaštvo Enrice von Handel-Mazzetis u svjetlu religije”. Bila je ravnateljica srednje škole sestara milosrdnica u Savskoj ulici u Zagrebu od 1926. do 1940. godine.
Od 1940. do 1945. godine obnašala je dužnost upraviteljice Bolnice sestara milosrdnica u Zagrebu. Tijekom tog razdoblja, u suradnji s zagrebačkim nadbiskupom Alojzijem Stepincem i Židovskom općinom Zagreb, organizirala je sustav spašavanja židovskog stanovništva kroz bolnički sustav. Omogućavala je Židovima sklonište u bolnici pod krinkom liječenja. Zagrebačka nadbiskupija preuzela je financiranje bolničkih troškova za skrivane osobe. Medicinska dokumentacija iz državnih arhiva potvrđuje da je do 1943. godine više od tristo pacijenata židovskog podrijetla bilo „liječeno” u bolnici.

## Poslijeratno razdoblje
Nakon završetka Drugog svjetskog rata, zbog pritiska komunističkih vlasti, sestra Bogoljuba bila je prisiljena napustiti Jugoslaviju. Emigrirala je najprije u Rim, a potom u Argentinu. Bila je provincijalna glavarica Provincije Krista Kralja sestara milosrdnica u Buenos Airesu, gdje je i umrla 1975. godine, ne dočekavši povratak u domovinu.

## Otkriće i priznanja
Njezino herojsko djelovanje otkriveno je zahvaljujući istraživanju zagrebačkog poduzetnika židovskog podrijetla Marka Danona, koji je pronašao dokumentaciju u beogradskim i zagrebačkim arhivima. Po broju spašenih Židova tijekom Drugog svjetskog rata, sestra Bogoljuba se svrstava na peto mjesto među pojedincima u Europi.
U znak priznanja, u Livnu je 2024. podignut spomenik „Zdenac života”, djelo kipara Ante Braovca iz Tomislavgrada, povodom 150. obljetnice dolaska sestara milosrdnica u Livno. U KBC-u „Sestre milosrdnice” u Zagrebu 10. srpnja 2019. otkrivena je spomen-ploča svim liječnicima i djelatnicima koji su sudjelovali u spašavanju Židova tijekom rata.
O njoj i drugim sestrama milosrdnicama, Jakov Sedlar snimio je dokumentarni film „Male velike sestre”.